# Myles Frost
Myles Frost (Silver Spring, 21 de julho de 1999) é um ator, dançarino e cantor estadunidense. Ele ganhou o Tony Award de Melhor Ator em Musical em 2022 por sua interpretação de Michael Jackson na produção teatral da Broadway MJ the Musical.

## Vida e carreira
Frost nasceu em Silver Spring, Maryland. Ele passou seus primeiros anos indo e voltando entre Maryland e Washington, D.C. Criado por sua mãe, Charmayne Strayhorn, uma engenheira de sistemas, e sua avó, uma professora, ele desenvolveu duas paixões duradouras no início da vida: golfe, começando a jogar aos três anos, e piano, começando a tocar a partir dos cinco anos de idade. Crescendo, ele cantou e tocou piano e bateria na igreja e se apresentou em uma banda cover de R&B no ensino médio em shopping centers locais. Enquanto estudava na Thomas S. Wootton High School em Rockville, Maryland, ele atuou em produções escolares dos musicais Hairspray (como Seaweed), Legally Blonde (como Warner) e Cinderela (como Lord Pinkleton). Em 2017, ainda no ensino médio, ele participou do The Voice, mas ninguém virou a cadeira para ele.
Depois de terminar o colegial, Frost entrou na Belmont University em Nashville, onde estudou tecnologia musical por dois anos. Ele se transferiu da Belmont University para a Bowie State University como estudante de engenharia de áudio, mas acabou deixando a faculdade quando foi escalado como Michael Jackson na produção da Broadway MJ the Musical. Frost ganhou o papel depois que Ephraim Sykes deixou a produção no final do desenvolvimento do show e os produtores tiveram que achar um novo ator rapidamente. A produção fez testes com muitos atores consagrados, mas nenhum deles estava funcionando e ampliou sua busca. Um vídeo no YouTube de Frost cantando a música "Billie Jean" em um show de talentos do ensino médio chamou a atenção dos produtores e ele foi convidado para um teste; no final, ele ganhou o papel. Ganhando atenção crítica positiva, Frost ganhou o Tony Award de Melhor Ator em Musical de 2022 por sua interpretação de Michael Jackson na produção teatral da Broadway de MJ the Musical.

## Prêmios e indicações
| Ano  | Prêmio        | Categoria                                             | Trabalho       | Resultado | Ref.  |
| ---- | ------------- | ----------------------------------------------------- | -------------- | --------- | ----- |
| 2022 | Tony Award    | Melhor Performance de um Ator Principal em um Musical | MJ the Musical | Venceu    |       |
| 2023 | Grammy Awards | Melhor Álbum de Teatro Musical                        | MJ the Musical | Indicado  | [ 5 ] |